# سنترتاون (کنتاکی)
سنترتاون (به انگلیسی: Centertown) شهری در ایالت کنتاکی کشور ایالات متحده آمریکا است که جمعیت آن در سرشماری سال ۲۰۱۰ میلادی، ۴۲۳ نفر بوده‌است.